# Praha-Žižkov (nákladové nádraží)
Praha-Žižkov je bývalé hlavové nákladové nádraží na pražském Žižkově. Jde o největší dochovanou funkcionalistickou průmyslovou stavbu v Praze. Nachází se na adrese Jana Želivského 2200/2 na konci jednokolejné nákladní železniční trati, která za nákladovým nádražím Praha-Malešice a před vrchem Tábor odbočuje doleva od nákladní trati Praha-Vršovice – Praha-Libeň. Hlavní budova nádraží je kombinována s patrovými skladišti. Osa nádraží navazuje na linii Olšanské ulice u ulice Jana Želivského, která je k nim kolmá.
Bylo vybudováno v roce 1936, běžný provoz byl ukončen v roce 2002 a příslušná trať byla úředně zrušena k začátku roku 2016. V letech 2005–2013 proběhl úřední, politický a ekonomický boj o zachování jejích budov, hlavní objekty byly prohlášeny kulturní památkou poprvé 3. prosince 2010, po několika kolech odvolání a nových rozhodnutí nakonec ochrana hlavní budovy nabyla účinnosti 12. března 2013. V lokalitě je plánováno vybudování sídelního a administrativního komplexu pro 11 000 nových bytů a až 23 000 obyvatel.

## Charakteristika

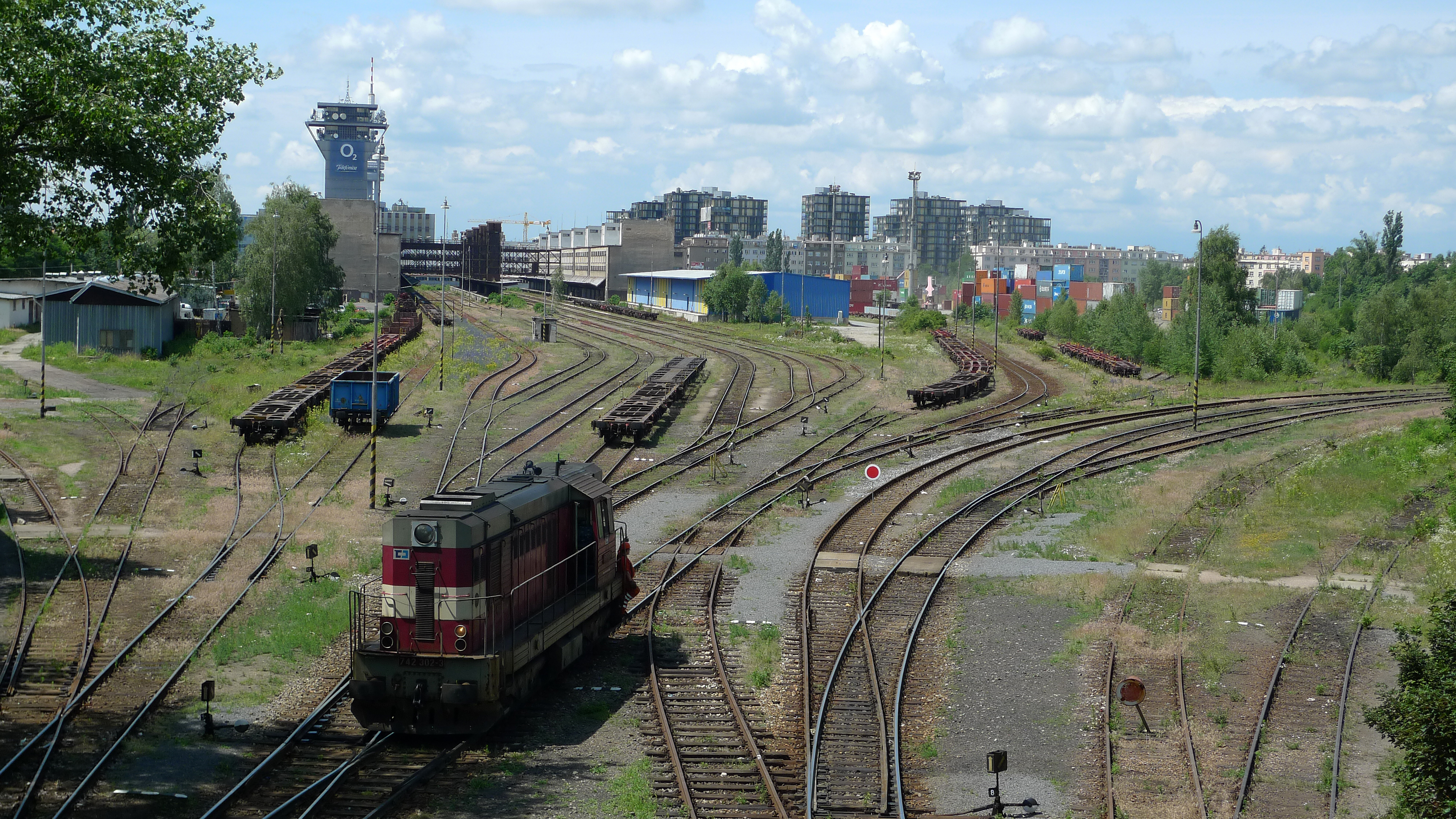
Nákladové nádraží Žižkov, červen 2011, pohled z mostu ulice U nákladového nádraží. Ač už bylo 9 let po oficiálním ukončení provozu, v době pořízení snímku se čile posunovalo. Severní část nádraží sloužila jako kontejnerové překladiště.

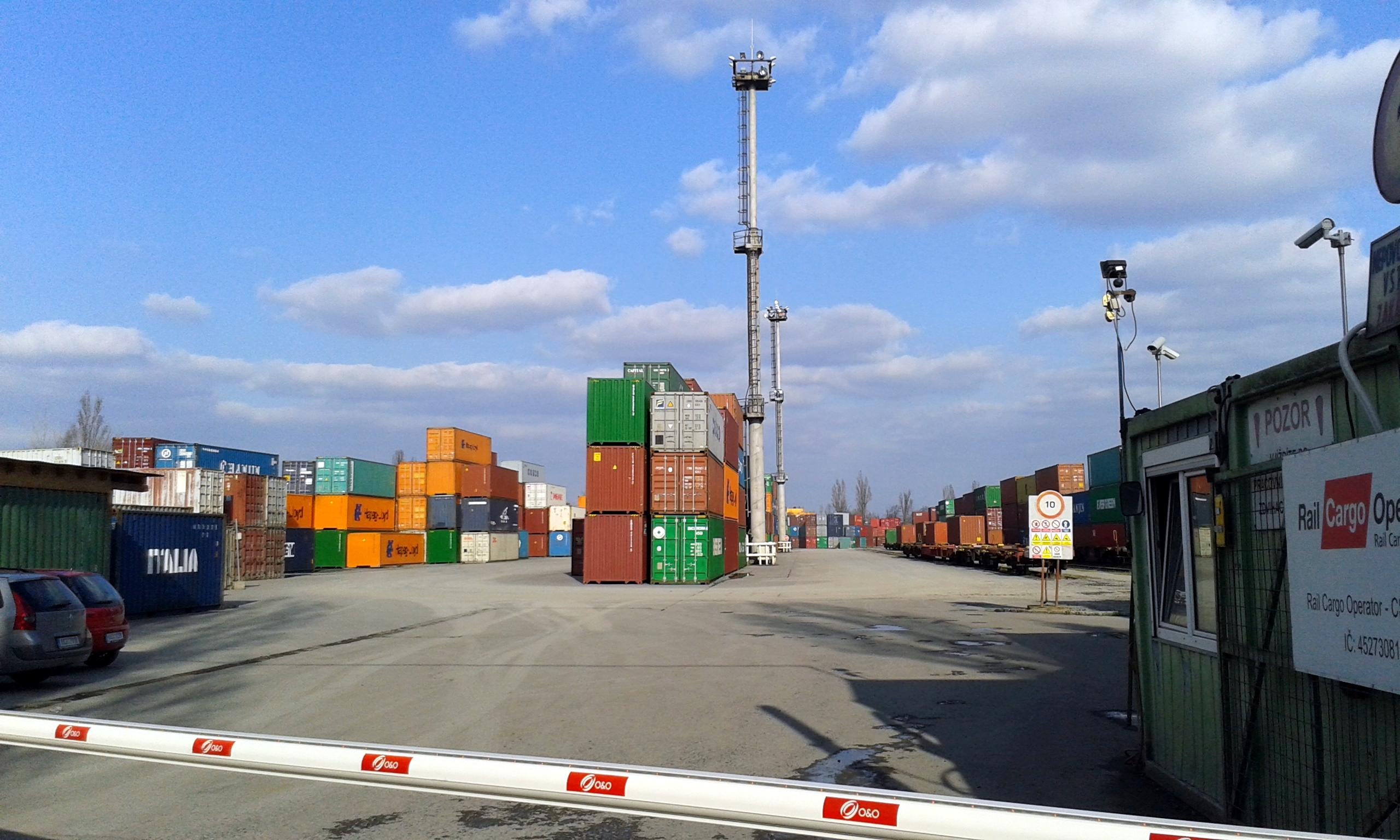
Kontejnerové překladiště nákladového nádraží

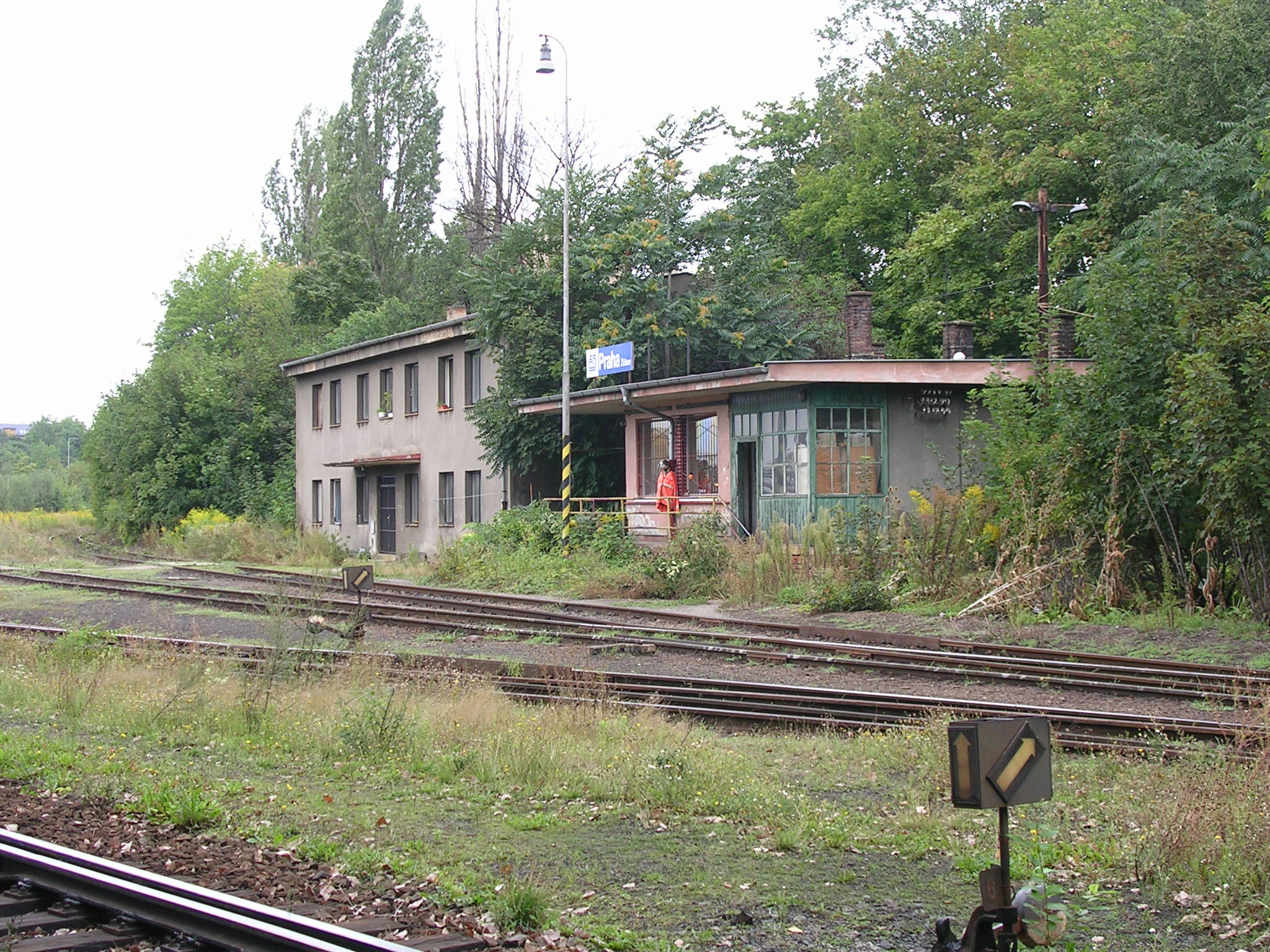
Stavědlo

Velkokapacitní nádraží (v dnešní terminologii veřejné logistické centrum) sloužilo k rychlé překládce zboží, zejména potravin, a současně mělo kapacity pro jejich skladování ve strojních chladnicích. Celková rozloha nádraží je 33, 35 či 38 hektarů.
Provozní budova (na parcele č. 4481/1) se železobetonovým skeletem má dvě čtyřtraktová křídla se dvěma patry a dvěma suterény. Podél přízemí vedou zastřešené rampy – z vnitřní strany vagónové a z vnější automobilové. Křídla jsou složena z modulů o sedmi polích, spojených půlpoli s prosklenými fasádami. Severní křídlo, určené pro dopravu z Prahy, má těchto modulů šest, jižní křídlo jich má osm a dosahuje tak délky přes 350 metrů. Rampy a prostory byly rozděleny na ty, v nichž se zbožím manipulovaly státní dráhy, a na ty, které byly pronajaty soukromým dopravcům. Obě křídla jsou propojena jak v suterénu, tak ocelovými můstky nad kolejištěm.
Šestipatrová správní budova je orientovaná kolmo na provozní křídla a souběžná s ulicí Jana Želivského, předsazená fasáda je pokrytá kabřincovým obkladem. Na pravé i levé straně od budovy jsou symetricky umístěné vrátnice z ulice za pravou vrátnicí je samostatný objekt vodárny.

## Historie

### Výstavba
Nádraží stojí na území někdejšího Červeného dvora pod Židovskými pecemi.
Projekt trati zpracoval Ing. Miroslav Chlumecký, který byl též autorem Dispozičního plánu budoucích železničních úprav v Praze.
Státní regulační komise projekt schválila v roce 1927. Ještě roku 1927 byla zahájena výstavba výhybny Malešice na spojce Libeň-horní nádraží – Vršovice.
Budovu v roce 1930 společně vyprojektovali Dr. Ing. Karel Caivas a Ing. arch. Vladimír Weiss. Postavily ji firmy Karla Skorkovského, Bohumila Belady a Františka Strnada, ocelové konstrukce dodala ČKD a výtahy vinohradská firma Jan Prokopec. Skladiště a rampy byly stavěny od roku 1931, správní budovy od roku 1934. Náklady na výstavbu byly kolem 100 milionů korun.
V únoru 1935 bylo dostavěno a do provozu uvedeno severní skladiště. Téhož roku se začala stavět transformátorová stanice se sedmi transformátory o výkonu 150 kWa. Umístěna byla v podzemí administrativní budovy. Součástí skladových prostor v druhém suterénu správní budovy  bylo strojní zařízení mrazíren a chladíren instalované firmou Českomoravská-Kolben-Daněk. Unikátnost nádraží spočívala mimo jiné v řešení s etážovými skladišti po obou stranách kolejiště.

### Provoz
Dne 1. března 1936 byl zahájen pravidelný provoz. Dopravní význam stavby začal klesat s dobudováním potravinového skladiště ve Strašnicích v roce 1966.
Provoz v budově nádraží byl ukončen v roce 2002. Na konci roku 2010 údajně měla skončit platnost povolení pro vjezd vlaků do areálu. Budovy jsou pronajaty různým firmám, které je využívají jako skladiště či obchody.
Počátkem roku 2011 inzeroval ČSKD Intrans týdně pět párů vlaků v trase Praha-Žižkov – Hamburg, denní spojení do Přerova a příležitostné do Bratislavy a návazná spojení do Bremerhavenu a Rotterdamu,
21. září 2010 uspořádal Klub železničních cestovatelů (KŽC Doprava) ve spolupráci s organizací ROPID v rámci Evropského týdne mobility bezplatné čtyři páry jízd historickou osobní motorovou soupravou (M 262.0 a přípojné vozy Bix) z Masarykova nádraží přes nádraží Praha-Libeň a Praha-Malešice na nákladové nádraží Praha-Žižkov a zpět.
V sobotu 5. února 2011 došlo při posunu vlakové soupravy o 25 vozech kvůli nedobrzdění na konci kusé koleje k vykolejení a jeden vůz narazil do budovy, čímž došlo ke škodě předběžně vyčíslené na 1,7 milionu Kč. Prvotní vyšetřování Drážní inspekce nasvědčuje tomu, že nehodu způsobil špatný odhad pracovníků provádějících posun. Zastupitel městské části Praha 3 Ondřej Rut (předseda místní organizace Strany zelených) však na jednání zastupitelstva naznačil podezření, že nehoda nemusí být jen nešťastná náhoda, protože za provoz odpovídají České dráhy, které mají na zbourání objektu eminentní zájem, a vnitřní nástupiště a kolejiště, kde se nehoda stala, jsou dnes využívána spíše výjimečně. Mluvčí ČD označil obvinění za absurdní.
Ke dni 31. prosince 2015 odvezl poslední dopravce, který nádraží využíval (Rail Cargo Operator – CSKD) poslední vagóny, a od 1. ledna 2016 byl železniční provoz zastaven. 1. ledna 2016 Drážní úřad zrušil vlečku firmy Rail Cargo Operator, která byla zaústěna do dráhy celostátní. Zrušení vlečky vedlo k poškození vjezdu do historického terminálu.
Již v roce 2006 ministerstvo dopravy vyjmenovalo části infrastruktury postradatelné ihned nebo podmínečně. Na tomto základě pak v roce 2008 a 2015 ministerstvo dopravy vydalo rozhodnutí, kterými části celostátní dráhy zrušilo. V roce 2019 byly za postradatelné prohlášeny všechny zbylé části zmíněné trati celostátní dráhy, tedy i ty, které dosud byly podmínečně postradatelné. V listopadu 2019 ministerstvo dopravy poskytlo deníku Zdopravy.cz interpretaci, že traťový úsek Praha-Malešice – Praha-Žižkov byl zrušen rozhodnutím č.j. 4/2007-130-SPR/6, jehož účinnost byla následnými rozhodnutími Ministerstva dopravy na žádost vlastníka dráhy několikrát posunuta až do 31. prosince 2015, a kolejiště žst. Praha-Žižkov bylo zrušeno rozhodnutím č.j. 102/2014-130-SPR/14 dnem 31. května 2015. Jediná vlečka, zaústěná do stanice Praha Žižkov, „Rail Cargo Operator ČSKD, s. r. o., Praha-Žižkov“, byla zrušena rozhodnutím Drážního úřadu č.j. DUCR-70177/14/Wo (s právní moci od 23. prosince 2014) ke dni 1. ledna 2016.
Dne 3. listopadu 2019 došlo k nehodě nákladního vlaku ve stanici Praha-Malešice. Správa železniční dopravní cesty se rozhodla, že neobnoví výhybku na Žižkov, a výhybku č. 7 provizorně nahradila přímou kolejí, čímž došlo k odpojení nákladového nádraží od železniční sítě. Jelikož již byly započaty kroky ke zrušení daného úseku celostátní dráhy a zbytek dráhy nebyl využíván žádnými dopravci, Správa železnic toto řešení označila za nejefektivnější, nejbezpečnější a nejekonomičtější, a s ohledem na probíhající řízení bylo toto řešení ponecháno jako trvalé. Drážní úřad dle svého vyjádření neobdržel od Správy železnic písemné ohlášení stavby., ale byl informován jen telefonicky. Pražský radní pro dopravu Adam Scheinherr označil zrušení výhybky za předčasné a uvedl, že zde město uvažuje o „malém hubu pro místní městskou cargo dopravu“.
Podle mluvčího ministerstva dopravy odstranění výhybky nezpůsobilo žádné problémy a ministerstvo dopravy nemělo informace o tom, že by nějaký dopravce vznesl požadavek spojený s úmyslem na dané části dráhy provozovat drážní dopravu. Drážní úřad však nevydal žádné rozhodnutí o změně stavby, tedy odstranění výhybky nepovolil a mluvčí Drážního úřadu uvedl, že rozhodnutí o odstranění dráhy, včetně odbočné výhybky, bude možné vydat až po oficiálním zrušení této dráhy.
Třebaže podle tvrzení ministerstva dopravy trať již byla oficiálně zrušena, v dubnu 2020 Správa železnic zažádala o zrušení úseku celostátní dráhy v úseku necelých 4 kilometrů od výhybky číslo 7 v Malešicích do konce kusé koleje číslo 65 ve stanici Praha-Žižkov. Hlavní město Praha jako účastník řízení se zrušením nesouhlasilo a ministerstvo dopravy proto řízení o zrušení úseku přerušilo. Ředitel magistrátního odboru dopravy Libor Šíma postoj města vysvětlil tím, že důvodem je především plánovaná výstavba městského okruhu, během které město hodlá k odvozu zeminy využít železnici.

### Záměry
V listopadu 2005 objednala Rada městské části Prahy 3 urbanistickou studii. Zadání zpočátku počítalo se zachováním nádražních budov, po roce práce na studii však přidala požadavek na prodloužení Olšanské ulice k Jarovské spojce, což ateliér Sedlák vyřešil zpracováním varianty studie. Původní zadání počítalo se značnou regulací výstavby a klidovou čtvrtí s parky. Dne 16. dubna 2008 však rada městské části schválila „Návrh změny územního plánu Sekyra Group Development“ zpracovaný ateliérem A.D.N.S. production architecture, který většinu regulativů zrušil, a 5. srpna 2008 tuto přijala Rada hlavního města Prahy. Žižkovský radní Pavel Hurda návrh prosazoval vizí: „Území starého nádraží se může stát pražskou obdobou moderní pařížské čtvrti La Défense, která je plná supermoderních staveb.“
4 hektary v severní části prodaly České dráhy v roce 2005 za 136 milionů korun konsorciu firem Discovery Group a Grainger Trust, které poté postupně získaly dalších 8 hektarů.
V roce 2007 založily České dráhy s developerskou firmou Sekyra Group (majetkový podíl 51:49 ve prospěch ČD) společnost Žižkov Station Development (ŽSD). Předsedou dozorčí rady ŽSD se stal exministr Karel Březina, místopředsedou Luděk Sekyra. ŽSD má na 16 hektarech v jižní části nádraží postavit postavit bytový a administrativní komplex, přičemž počítaly s dvěma variantami: jak se zachováním budov, tak s jejich zbouráním. Kolejiště měla být zcela odstraněna. Záměr v té době neodpovídal územnímu plánu hlavního města Prahy v jižní části nádraží. Nynější počet obyvatel Žižkova je kolem 70 tisíc, v případě uskutečnění projektu by se asi o 15 tisíc zvýšil. V roce 2011 se počítalo s dokončením projektu v horizontu 12–15 let. Praha 3 v roce 2007 se záměrem vyslovila nesouhlas, pokud nebude v souladu s územním plánem. V roce 2011 podporovala urbanistickou studii vzniku nové obytné čtvrti. Developerská firma Sekyra Group přišla v roce 2012 s návrhem, že by povrchově v linii Jarovské spojky vedla pouze tramvajová trať, zatímco silniční provoz by byl sveden do tunelu, takže by nemusel být bourán celý komplex, ale pouze čelní strana budovy ve tvaru U. Podle tohoto návrhu by na dlouhých střechách budov měly vzniknout promenády a část kolejiště by měla být uchována jako upomínka na původní využití.
Dosud platný územní plán počítá s tím, že Olšanská ulice má být prodloužena směrem z Prahy jako tzv. Jarovská spojka s využitím tělesa dosavadní nákladní trati a budovy nádraží mají být zbourány. Městská část Praha 3 i společnost Sekyra Group s tímto řešením dosud počítají. V dubnu 2010 se objevily v médiích články, podle nichž se se zachováním budov již nepočítá. V květnu 2010 Klub za starou Prahu podal nový návrh na památkovou ochranu nádraží (předchozí návrh Národního památkového ústavu zůstal 7 let nevyřízen) a v lednu 2011 mu ministerstvo kultury vyhovělo.
Do oblasti nákladového nádraží je plánován i jeden z výstupů stanice metra s názvem Olšanská či Vackov na lince D metra. Podle konceptu Územního plánu hl. m. Prahy předloženého k připomínkám koncem roku 2009 zde trasa ve směru od centra města končí, další případné pokračování směrem k Vysočanům v něm není zmiňováno.
Existuje i záměr a obnovu původní funkce veřejného logistického centra Uskutečnění tohoto záměru by znamenalo zlepšení životního prostředí, čemuž se snaží usilovně zabránit České dráhy, SŽDC a radnice Prahy 3.

## Památková hodnota a ochrana

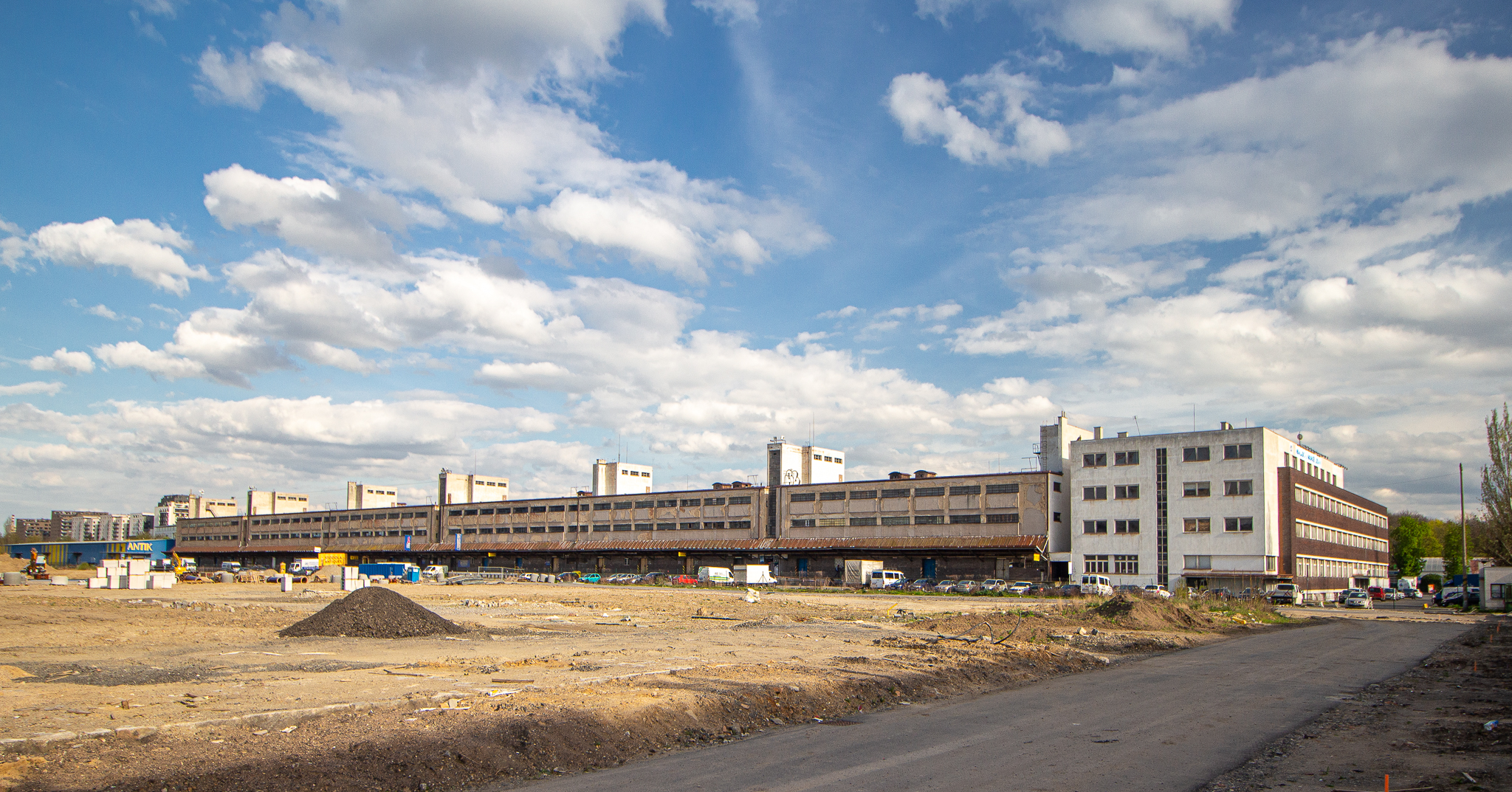
Funkcionalistické budovy nádraží, celkový pohled

Historik architektury Zdeněk Lukeš nádraží označil za úžasnou stavbu, na kterou by Praha 3 měla být hrdá. Architektka Eva Dvořáková z Národního památkového ústavu ji považuje za nejdokonalejší funkcionalistickou průmyslovou stavbu z počátku 30. let v Praze, na které se podíleli špičkoví odborníci a stavěly ji prvotřídní firmy, a ve své době šlo o provozně nejdokonalejší nádraží v Evropě. Podle zdůvodnění návrhu NPÚ z roku 2003 byla ve své době nejmodernější svého druhu v Československu a jednou z technologicky nejpokročilejších v evropských souvislostech. Jako doklad racionalizace provozu navazuje zejména na nákladové nádraží v Curychu z roku 1896 (navrhl Ing. Robert Moser) a řadu meziválečných staveb v Evropě (Drážďany, Lipsko, Mnichov, Milán, Varšava). Novinkou v případě této budovy byly patrové objekty skladišť propojené výtahy s propojujícími tunely v suterénu, nekolidujícími s drážní manipulací v přízemí objektu. Typově je stavba podobná dvěma pražským stavbám, které jsou památkově chráněny od roku 2002: veřejnému skladišti dostavěnému roku 1928 od architekta Františka Bartoše v Holešovickém přístavu a poštovnímu skladišti ve Vysočanech z let 1931–1932 od Josefa Kalouse.
Klub Za starou Prahu považuje soubor budov nádraží za důstojného reprezentanta kvalit funkcionalistické industriální architektury, který nemá v Praze obdoby a je největší a nejlépe dochovanou funkcionalistickou průmyslovou budovou v Praze. Přeje si zakomponovat původní budovy s novým využitím do nových urbanistických souvislostí. Urbanistické či architektonické studie takového využití zpracovalo několik týmů. Za jedinečné považuje rovněž provozní řešení nádraží. Klub upozorňuje na nastupující trend záchrany industriálního dědictví a obecně likvidaci pražských nádraží přirovnává k plošné asanaci pražského židovského města na přelomu 19. a 20. století.
13. srpna 2003 Národní památkový ústav (Jan Jakub Outrata z pražského územního odborného pracoviště) navrhl prohlásit soubor objektů bývalého nádraží za nemovitou kulturní památku. Ministerstvo kultury ČR se rozhodlo řízení nezahájit, protože je budova na technickou památku příliš mladá (obchodní dům Máj z roku 1975 však status památky v roce 2007 získal).
Protože ještě v roce 2010 nebylo zahájeno řízení o předchozím návrhu, v květnu 2010 podal Klub Za starou Prahu další návrh, doplněný o nové skutečnosti.
3. prosince 2010 prohlásilo Ministerstvo kultury ČR trojkřídlou hlavní budovu, dvě symetricky umístěné vrátnice a dochované oplocení podél ulice Jana Želivského za kulturní památku. České dráhy a Sekyra Group podaly proti rozhodnutí rozklad, rovněž Praha 3 vyjádřila nesouhlas. Rozklady bude posuzovat rozkladová komise ministerstva kultury a měla o nich rozhodnout někdy zhruba v polovině ledna. Na únorovém jednání rozkladové komise ministerstvo odložilo rozhodnutí na duben 2011. V květnu 2011 ministr Jiří Besser předal věc odboru památkové péče k novému projednání.
I oponentní posudky (PhDr. Jan Vojta, prof. Ing. arch Šlapeta a Odbor kultury, památkové péče a cestovního ruchu MHMP) areál vysoce ocenily, byť došly k závěru nedoporučit památkovou ochranu.
Městská část nepovažuje objekt za tak jednoznačně historicky cennou budovu. Mluvčí Prahy 3 Jan Sotona ji v dubnu 2010 označil za barabiznu z krabic, která vypadá jako z reálného socialismu.
Proti památkové ochraně se vyslovoval odbor památkové péče MHMP, který zachování památky v původním rozsahu považuje za neřešitelný úkol, protože odstraněním strojního zařízení či jeho části se památková hodnota a autenticita lokality může výrazně snížit. ŽSD namítá též obtížnou komerční využitelnost budov v případě zachování a označuje budovy za zásadní překážku urbánního rozvoje lokality, která brání přirozené prostupnosti území a vytvoření souvislé městské zástavby. Komise ministerstva kultury uvažovala o využití budov pro depozitáře kulturních institucí, například knihoven či archivů. Zdeněk Lukeš pro Lidové noviny označil záměr za příklad nerozumného „dálničního urbanismu“, jehož projevem byla například Severojižní magistrála přes centrum Prahy.
Skupina 16 zastupitelů za opoziční sdružení „Žižkov [nejen] sobě“ (Stranu zelených, KDU-ČSL a Nezávislých – předsedou klubu je Matěj Stropnický), ČSSD (předsedou klubu je Bohuslav Nigrin) a KSČM poslala 11. ledna 2011 ministru kultury Jiřímu Besserovi a ministerskému oddělení ochrany kulturních památek otevřený dopis, ve kterém je žádá, aby nepodlehli tlaku developerů a podpořili rozhodnutí ministerstva kultury z 3. prosince 2010, distancuje se od stanoviska Rady městské části Praha 3 a oponuje argumentům proti zachování budov uvedeným v rozkladu developera.
21. února 2012 ministerstvo kultury opět prohlásilo nákladové nádraží kulturní památkou, tentokrát však již pouze hlavní budovu, nikoliv přilehlé budovy vrátnic a původní oplocení. Bylo považováno za pravděpodobné, že vlastník proti rozhodnutí opět podá rozklad. Vlastník se odvolal, rozkladová komise ministryně vrátila na konci srpna 2012 kauzu památkovému odboru Ministerstva kultury, mluvčí ministerstva očekával rozhodnutí na začátku podzimu.
29. listopadu 2012 prohlásilo ministerstvo kultury nákladové nádraží za kulturní památku potřetí, právní moci nabude rozhodnutí až po uplynutí 15denní lhůty pro rozklad. Za památku byla prohlášena hlavní budova, která sestává ze tří křídel: administrativního křídla podél ulice Jana Želivského a dvou křídel překladišť.
8. března 2013 podepsala ministryně kultury Alena Hanáková na návrh rozkladové komise definitivní prohlášení objektu kulturní památkou. Podle evidence nemovitých památek nabyla ochrana účinnosti 12. března 2013.

## Rok 2020 a stav kolejí
V současné době (2020) nemůže žádný vlak přijet na Nákladové nádraží Žižkov. Důvodem je odpojená výhybka č. 7 ze stanice Praha-Malešice či vytrhané koleje u vjezdu do nádraží. Čtyřkilometrový úsek koleje je tedy z obou stran ukončený a tedy není možný průjezd vlaku. Úsek je taktéž zčásti nesjízdný (porost, nálet na koleji, rozkradené části). Slepá kolej končí několik set metrů před vjezdem do nádraží. Koleje opět začínají až za vjezdem do nádraží vedle bývalého stavědla.
Přestože na začátku roku 2017 měly být všechny koleje vytrhány, v roce 2020 jsou vytrhány pouze v místě bývalého kontejnerového překladiště, a v celé severní části. Vytrhána je i výtažná kolej s bývalou vlečkou do skladů, která vedla souběžně s tratí do nádraží Praha-Malešice. Zachovalé koleje se naopak nachází v celé jižní části, a to ve vnitřní části areálu s nakládacími rampami a sklady.
Opuštěné jsou taktéž menší budovy nacházející se v areálu, jako například stavědlo a nebo drážní budova u vjezdu do nádraží, která nyní zarůstá a je obývána bezdomovci či narkomany. Nefunkční jsou také drážní lampy nebo výhybky. Po všech vytrhaných kolejích zůstala zarostlá štěrková podlož nebo pohozené pražce. Na některých místech i zcela chybí kolejové části dochovaných kolejí, které jsou postupně zrezivělé a stávají se nefunkčními. Celý areál zarůstá plevelem a je zamořen špínou a odpadem.

## Rok 2024 - odkup Prahou
Pražští zastupitelé v čele s primátorem Bohuslavem Svobodou z Občanské demokratické strany odsouhlasili nákup lokality od Českých drah za 
1,43 miliardy korun. Vzniknou tam v nové rezidenční čtvrti byty pro 15-20 000 lidí. Již tam začala stavět společnost Central Group Dušana Kunovského, chystá se Sekyra Group, Finep či Penta. Památkově chráněná budova nádraží by měla po dohodě s památkáři zůstat zachována s možnou nástavbou dle radního Adama Zábranského.